# 쌍벌한
"쌍벌한"은 1971년 공개된 대한민국의 영화이다.

## 배역
- 허장강
- 윤정희